# 安特罗·维普宁
安特罗·维普宁（芬蘭語：Antero Vipunen）是波罗的芬兰人民歌中躺在地下的逝者或巨人，他也是一位智者，掌握了很多古老的咒语或知识。
当万奈摩宁的咒语中缺少三个字的时候，他就去唤醒维普宁。他敲打维普宁墓地上的树，或者从维普宁的口中进入腹部。维普宁也可能故意吞下了万奈摩宁。在腹部里万奈摩宁使劲敲打，维普宁受不了疼痛，只好把咒语中缺少的字告诉万奈摩宁。
爱沙尼亚语中的意思为“弓”，所以在爱沙尼亚维普宁被描述为高超的弓手。
在一些民歌的版本中，维普宁被描述为捕手，可以从其芬兰语名推断出来。芬兰语中是指某种陷阱装置。

## 备注
在孙用的中文《卡勒瓦拉》译本（1985年）里，译为“安德洛·维布宁”。